# ساب ۹۲
ساب ۹۲ (Saab ۹۲) خودرویی است که در سال‌های ۱۹۴۹ تا ۱۹۵۶تولید شده‌است.است.
موتور آن ۷۶۴ سی‌سیسیستم جعبه‌دندهٔ آن دنده به صورت دستی است.

## نگارخانه

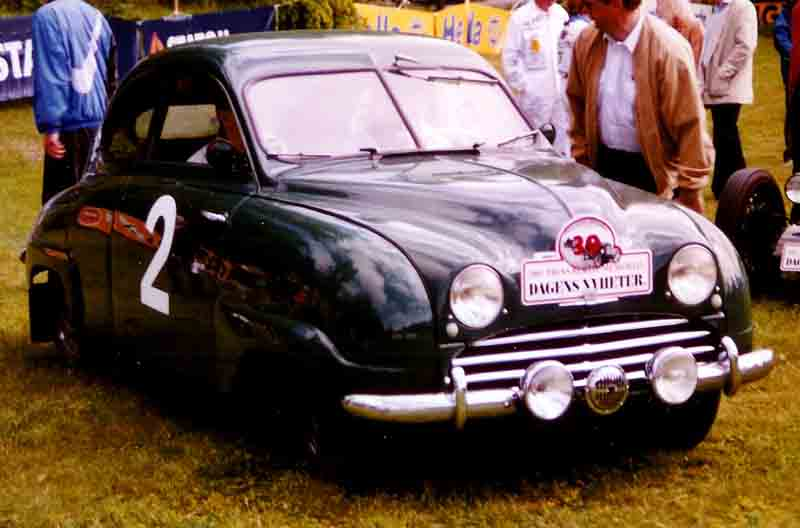
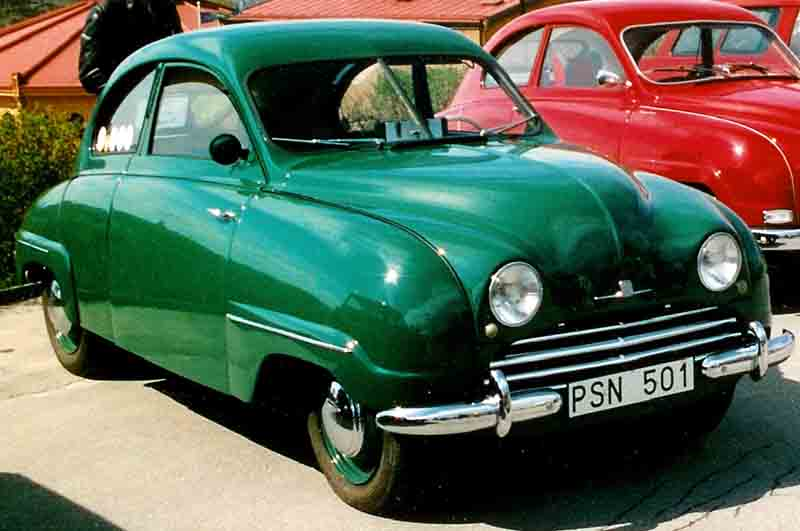
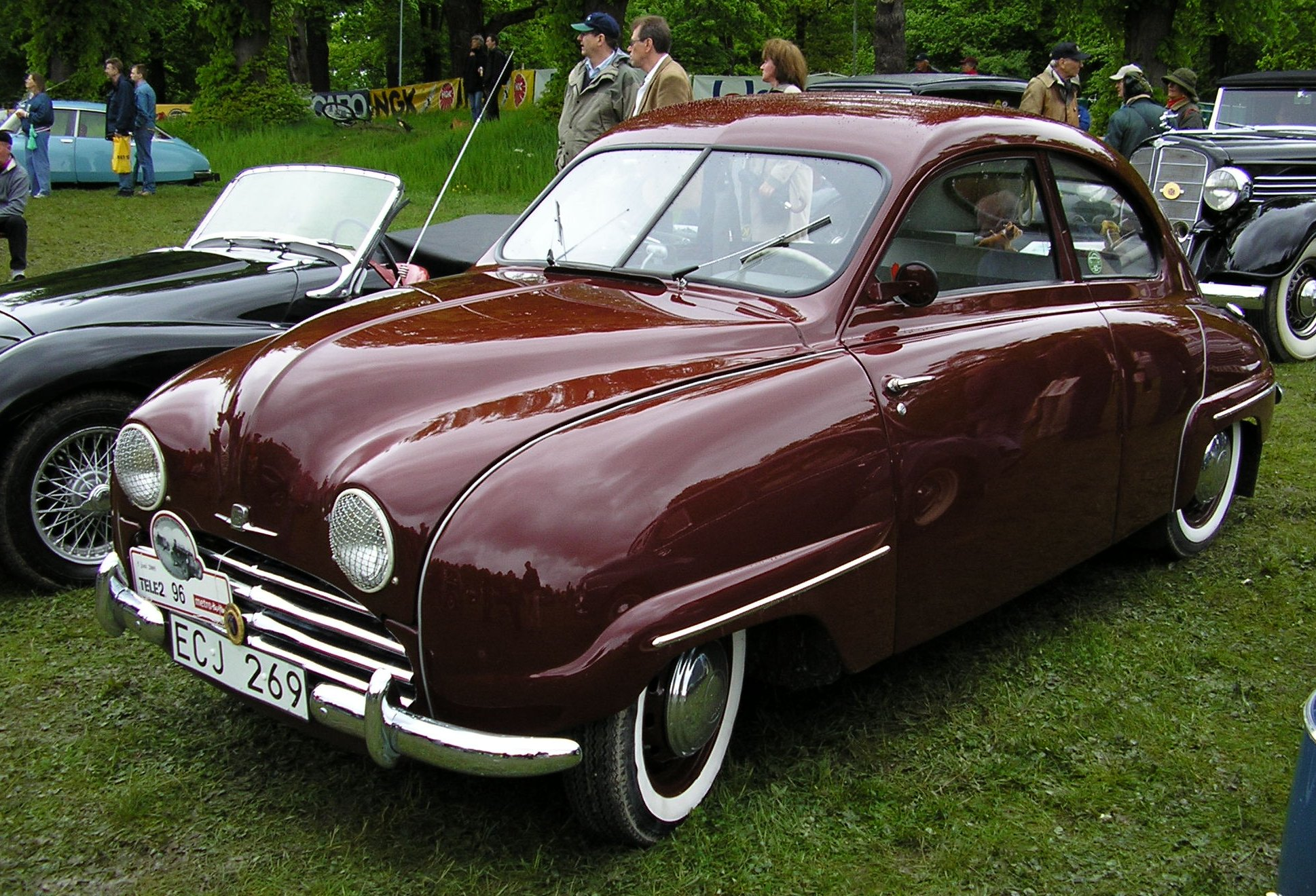
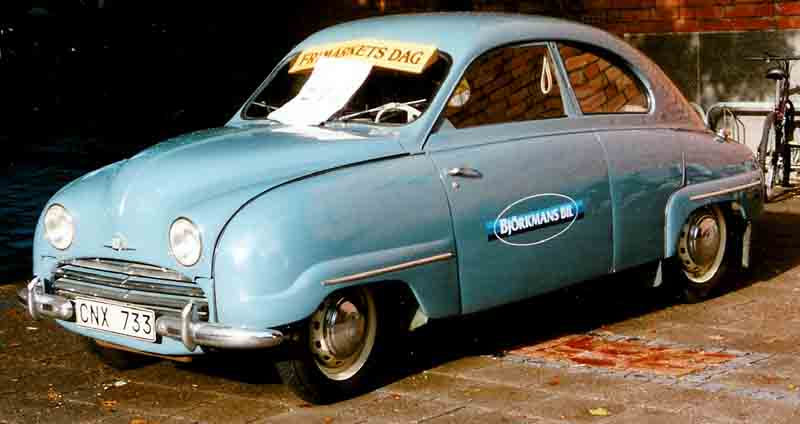
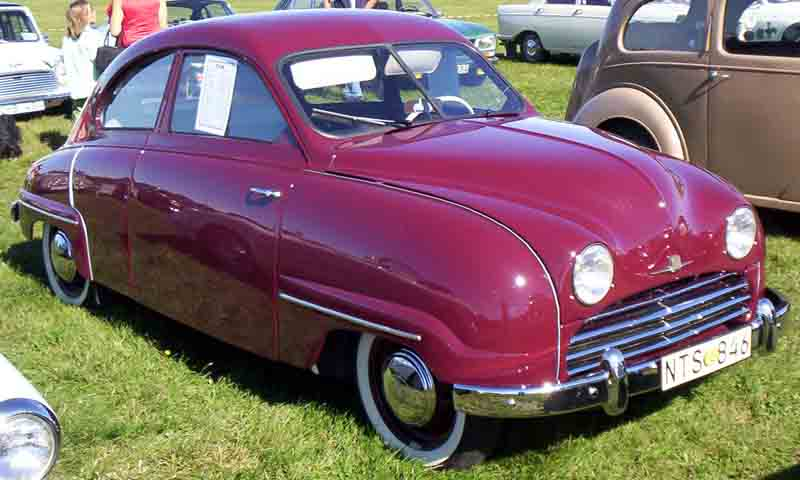
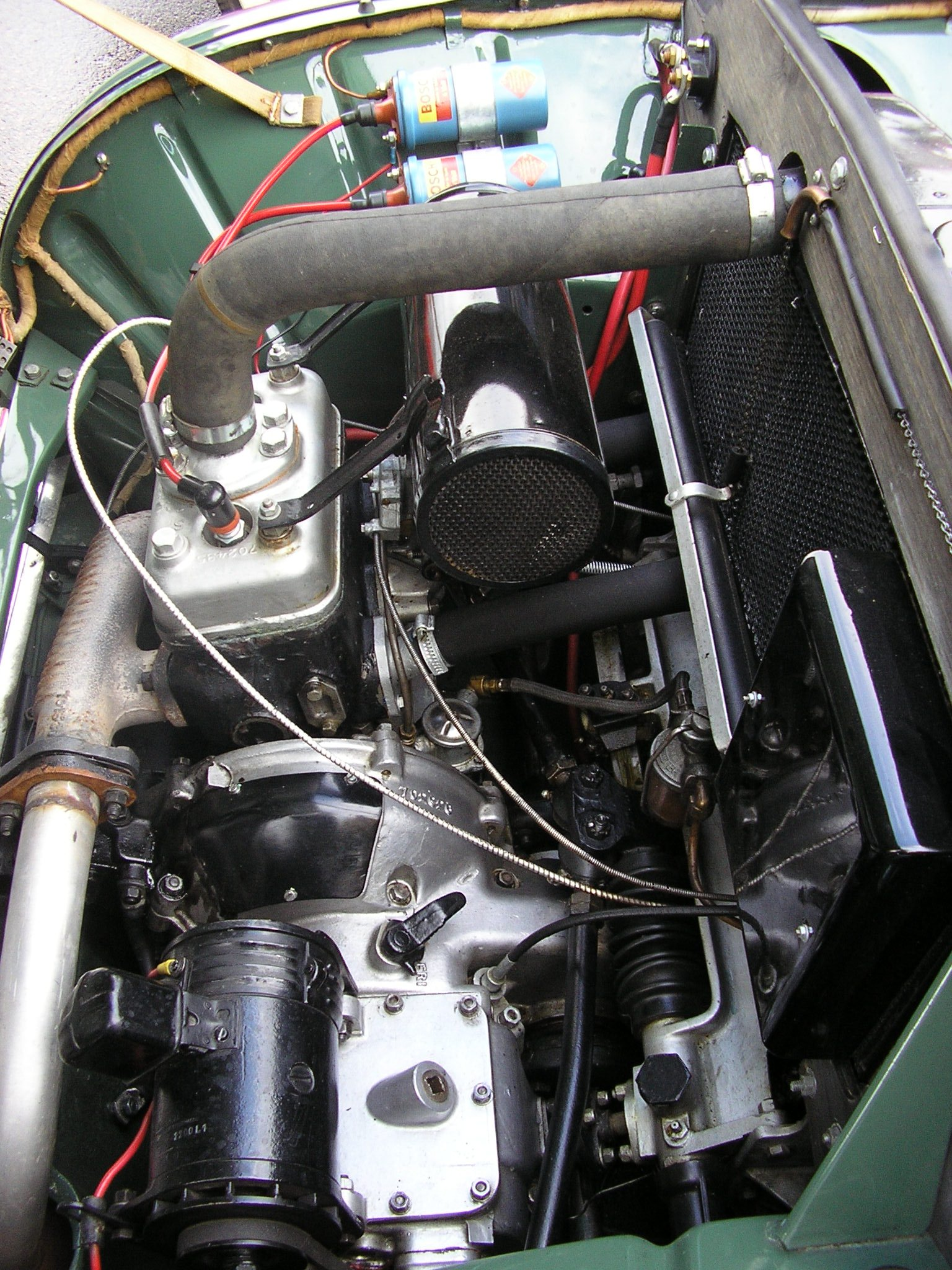